# 자라 술타나
자라 술타나(Zarah Sultana, 1993년 10월 31일 ~ )는 영국의 정치인이다. 2019년부터 코번트리 사우스에서 노동당 소속으로 선출되어 영국 하원 의원을 지내고 있다. 2020년부터 2025년까지 노동당 내 코커스인 사회주의 캠페인 그룹의 의장을 지냈다. 1993년 10월 31일 버밍엄에서 태어났으며 버밍엄 대학교에서 국제관계학과 경제학을 전공했다.
2024년 7월 두 자녀 세제 혜택 상한 철폐에 찬성하는 다른 6명의 의원과 함께 당원권 정지 징계를 받았으며, 2025년 7월 3일 탈당하였다.

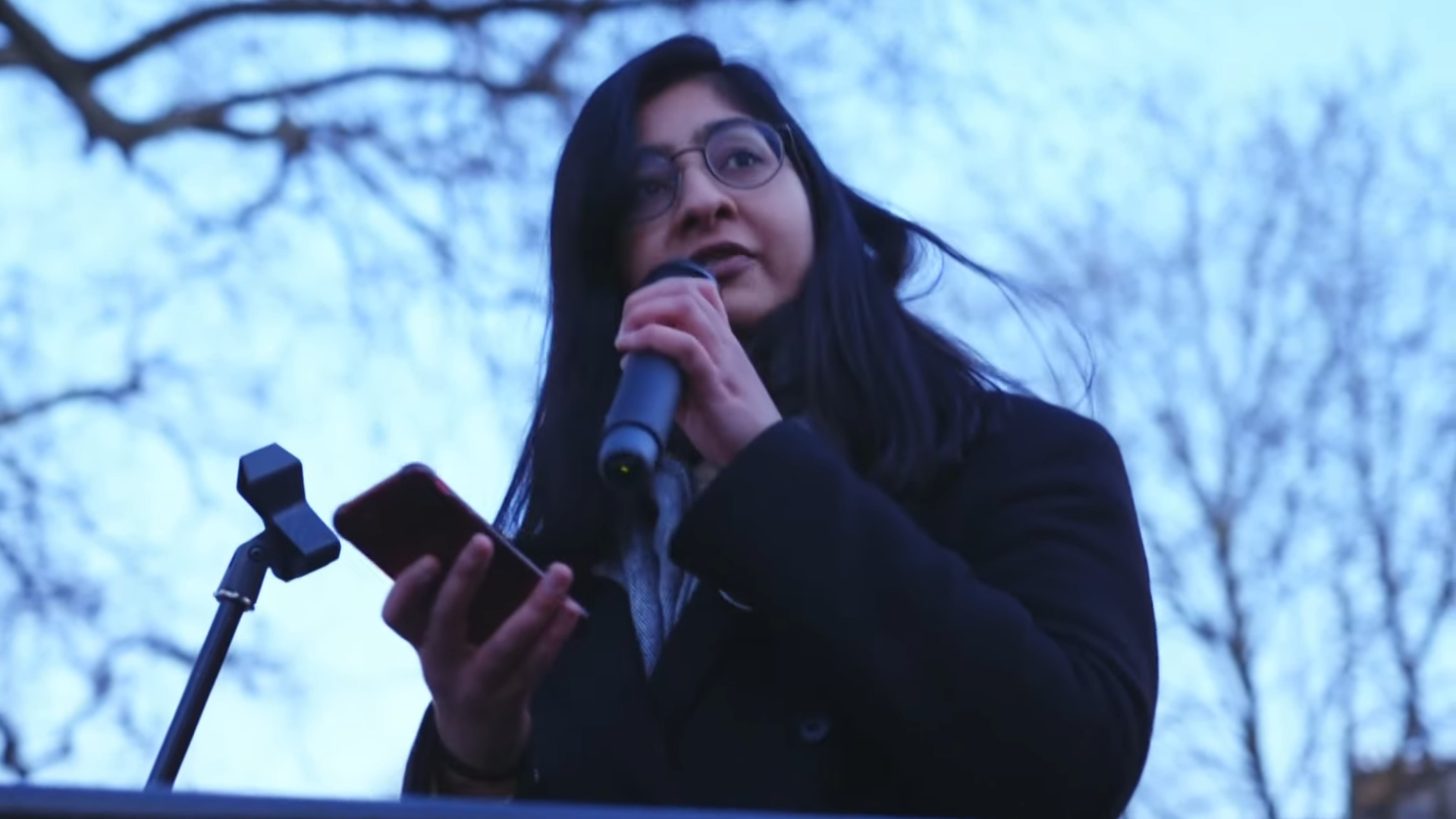
2023년 1월 간호사 파업에서 발언 중인 술타나

## 역대 선거 결과
| 선거명      | 직책명                            | 대수 | 정당   | 득표율 | 득표수   | 결과 | 당락                          |
| ----------- | --------------------------------- | ---- | ------ | ------ | -------- | ---- | ----------------------------- |
| 2019년 총선 | 하원의원 (코번트리 사우스 선거구) | 58대 | 노동당 | 43.4%  | 19,544표 | 1위  | 코번트리 사우스 하원의원 당선 |
| 2024년 총선 | 하원의원 (코번트리 사우스 선거구) | 59대 | 노동당 | 47.6%  | 20,361표 | 1위  | 코번트리 사우스 하원의원 당선 |